# 物忌奈命神社

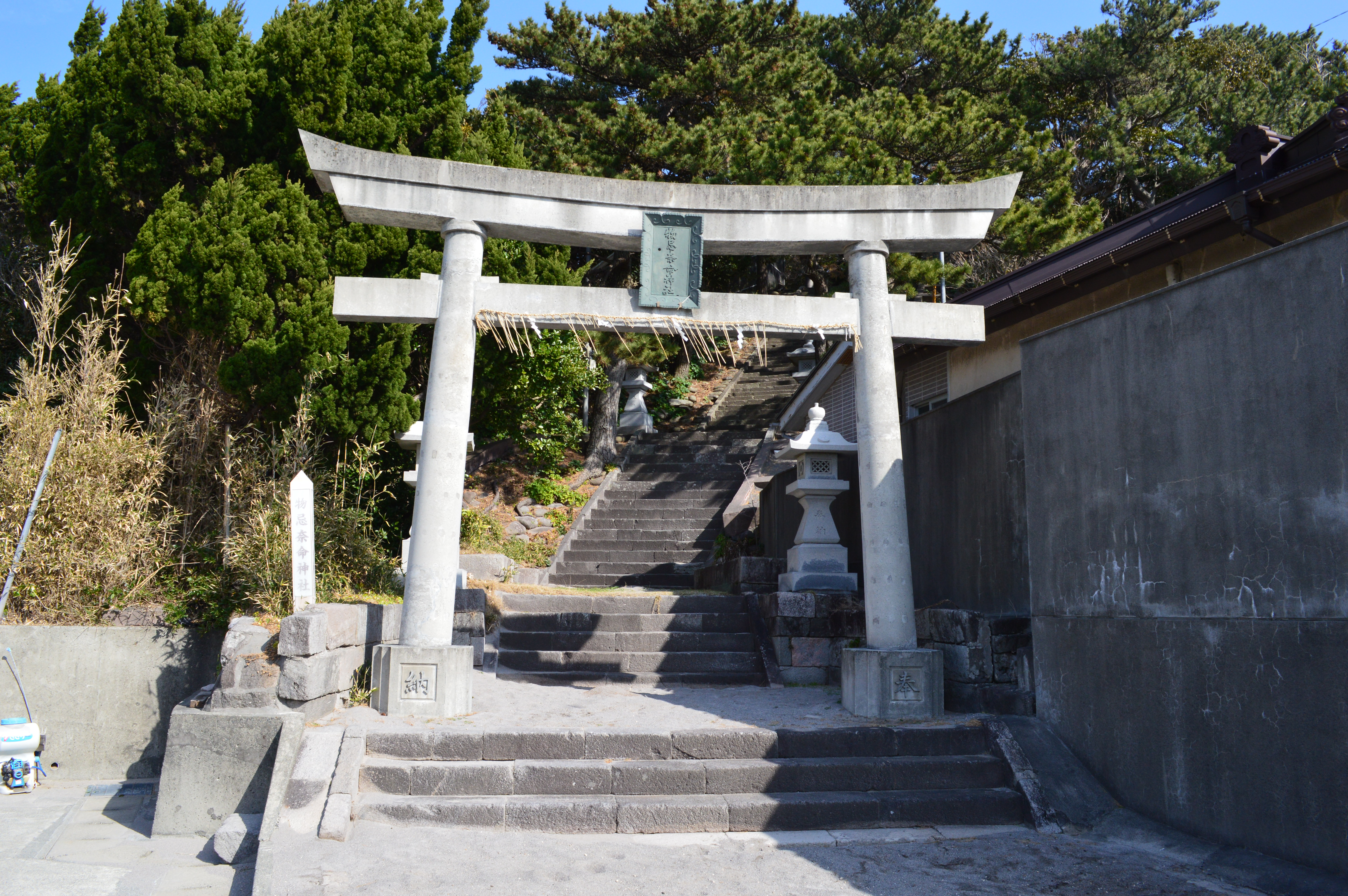
一の鳥居

物忌奈命神社（ものいみなのみことじんじゃ）は、東京都神津島村にある神社。式内社（名神大社）で、旧社格は府社。
神津島の鎮守で、前浜集落北部の丘上に鎮座する。

## 祭神
祭神は次の1柱。
- 物忌奈命 （ものいみなのみこと）
『続日本後紀』[原 1]によると、三嶋神（伊豆国一宮の三嶋大社祭神）[注 1]とその本后の阿波咩命（阿波命神社祭神）の間の御子神という[4]。

鎌倉時代末期の成立とされる『三宅記』では、三嶋神が神集島（神津島）に置いた「長浜の御前」から長子「たゝない王子（たたない王子）」、次子「たふたい王子」が生まれたと記す。これら3神の社はそれぞれ阿波命神社、物忌奈命神社、日向神社に比定される。
平成12年の震災で圧壊した本殿から「集島定大明神」(づしまさだめだいみょうじん？)の扁額が見つかる。

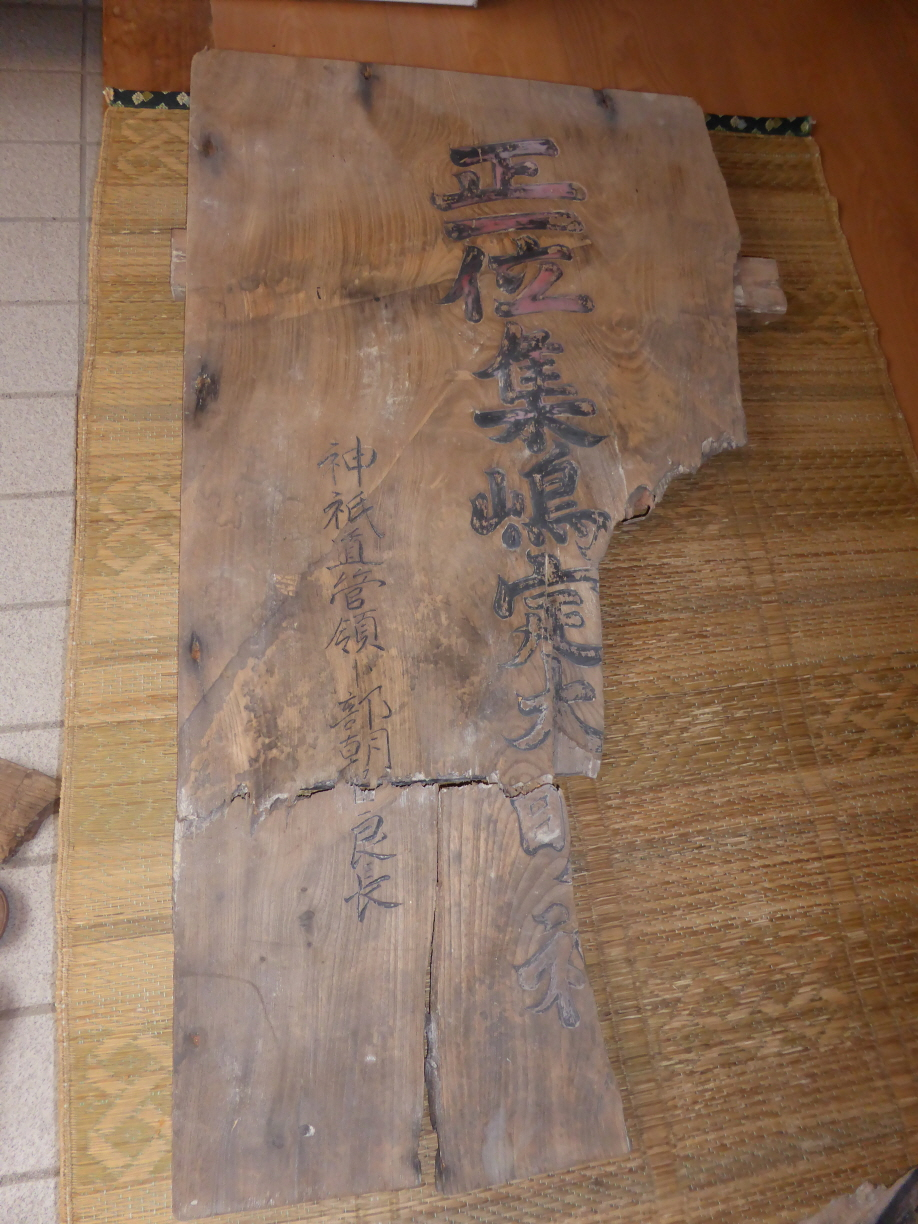
正一位集島定大明神　神祇道管領卜部朝臣良長

## 歴史

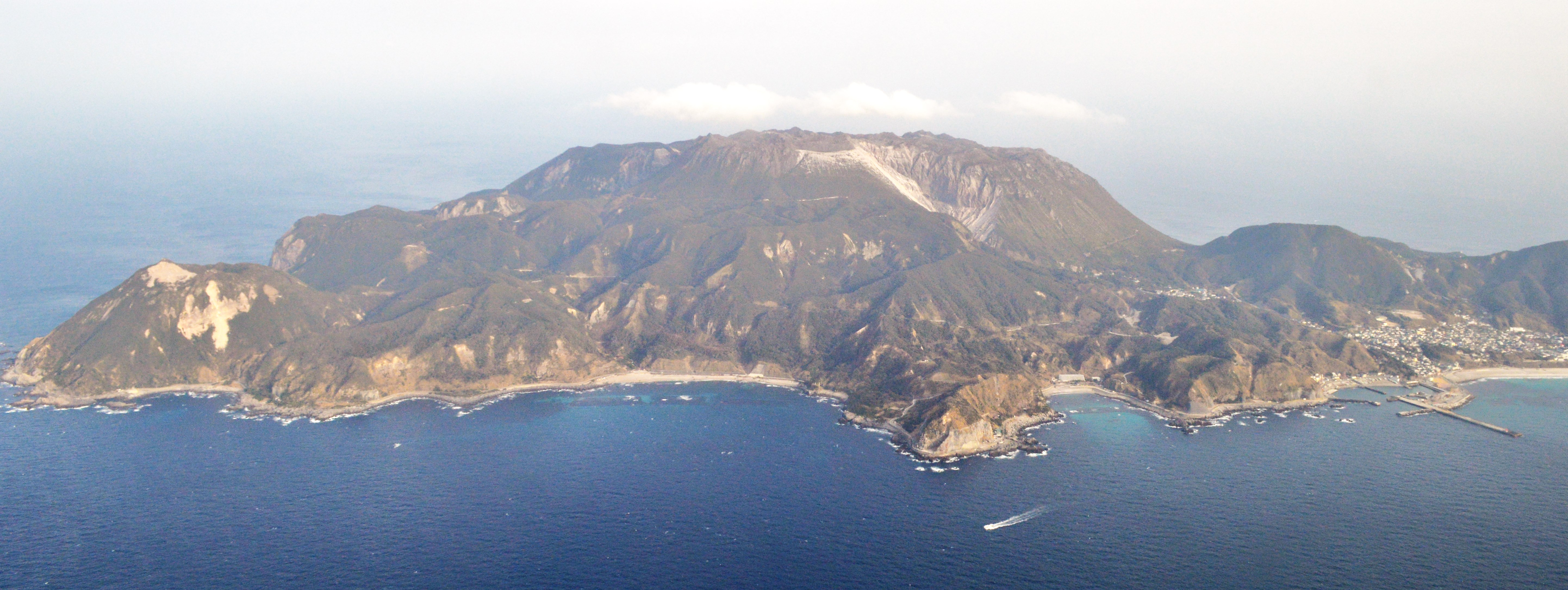
神津島全景中央は承和5年（838年）に大噴火を起こした天上山。その下の浜辺（長浜）に阿波命神社が、右端の集落に物忌奈命神社が鎮座する。

### 概史
創建は不詳。
国史の初見は『続日本後紀』の承和7年（840年）における記事で、上津島（神津島）に坐す神は阿波神は三嶋大社本后である旨、物忌奈乃命はその御子神である旨、そしてこの神々のため神宮四院が新たに造営された旨が記載されている。同記事では、続いて神院の様子が描写される。そして、去る承和5年（838年）7月5日夜に神津島で激しい噴火が発生したといい、占いの結果、それは三嶋大社の後后が位階を賜ったにもかかわらず、本后たる阿波神には沙汰がないことに対する怒りによるものだと見なされた。同記事にある「後后」とは、静岡県下田市の伊古奈比咩命神社祭神を指すとされており　、先の天長9年（832年）には三嶋神・伊古奈比咩命両神を名神に預けるという記事が載っている。
上記の承和7年の記事を受けて、約一ヶ月後に阿波神・物忌奈乃命両神の神階は無位から従五位下に昇った。その後はいずれも阿波咩命とともに、嘉祥3年（850年）に従五位上が授けられたのち、同年には官社に列し、仁寿2年（852年）には正五位下に昇った。
延長5年（927年）成立の『延喜式』神名帳では、伊豆国賀茂郡に「物忌奈命神社 名神大」と記載され、名神大社に列している。現在の東京都の中で、名神大社は物忌奈命神社と阿波命神社のみである。
中世の『伊豆国神階帳』（康永2年（1343年）以前成立）では物忌奈命神社を具体的に示す記載は見えないが、一説に「正一位天満天神」がこれにあたるとされる。この中で「天満天神」とは、国府における物忌奈命神社の遥拝所であった三島市の天神社（三嶋大社元摂社）を指すとされる。
近世には、物忌奈命神社は「定大明神」とも呼称され、1838完成の天保国絵図伊豆国にも記載がある。
明治11年（1878年）9月1日、近代社格制度において府社に列した。
平成12年（2000年）7月1日の新島・神津島近海地震による地滑りで本殿が、その数日後の台風による地滑りで社務所兼参集殿が倒壊したが倒壊した本殿から「正一位集島定大明神」の扁額が発見された。
その後、平成18年に社務所兼参集殿、本殿とも再建された。

### 神階
- 六国史における神階奉叙の記録
  - 承和7年（840年）10月14日、無位から従五位下 （『続日本後紀』）[原 3] - 表記は「物忌奈乃命」。
  - 嘉祥3年（850年）10月8日、従五位上 （『日本文徳天皇実録』）[原 4] - 表記は「物忌奈乃神」。
  - 嘉祥3年（850年）11月1日、官社に列す （『日本文徳天皇実録』）[原 5] - 表記は「物忌奈神」。
  - 仁寿2年（852年）12月15日、正五位下 （『日本文徳天皇実録』）[原 6] - 表記は「物忌寸奈命神」。
  - 斉衡元年（854年）6月26日、正五位下 （『日本文徳天皇実録』）[原 7] - 表記は「物忌奈命神」。仁寿2年の記事と内容は重複。両記事の扱いには諸説ある[6]。
- 六国史以後
  - 正一位か （『伊豆国神階帳』）[5] - 表記は「天満天神」。

## 境内

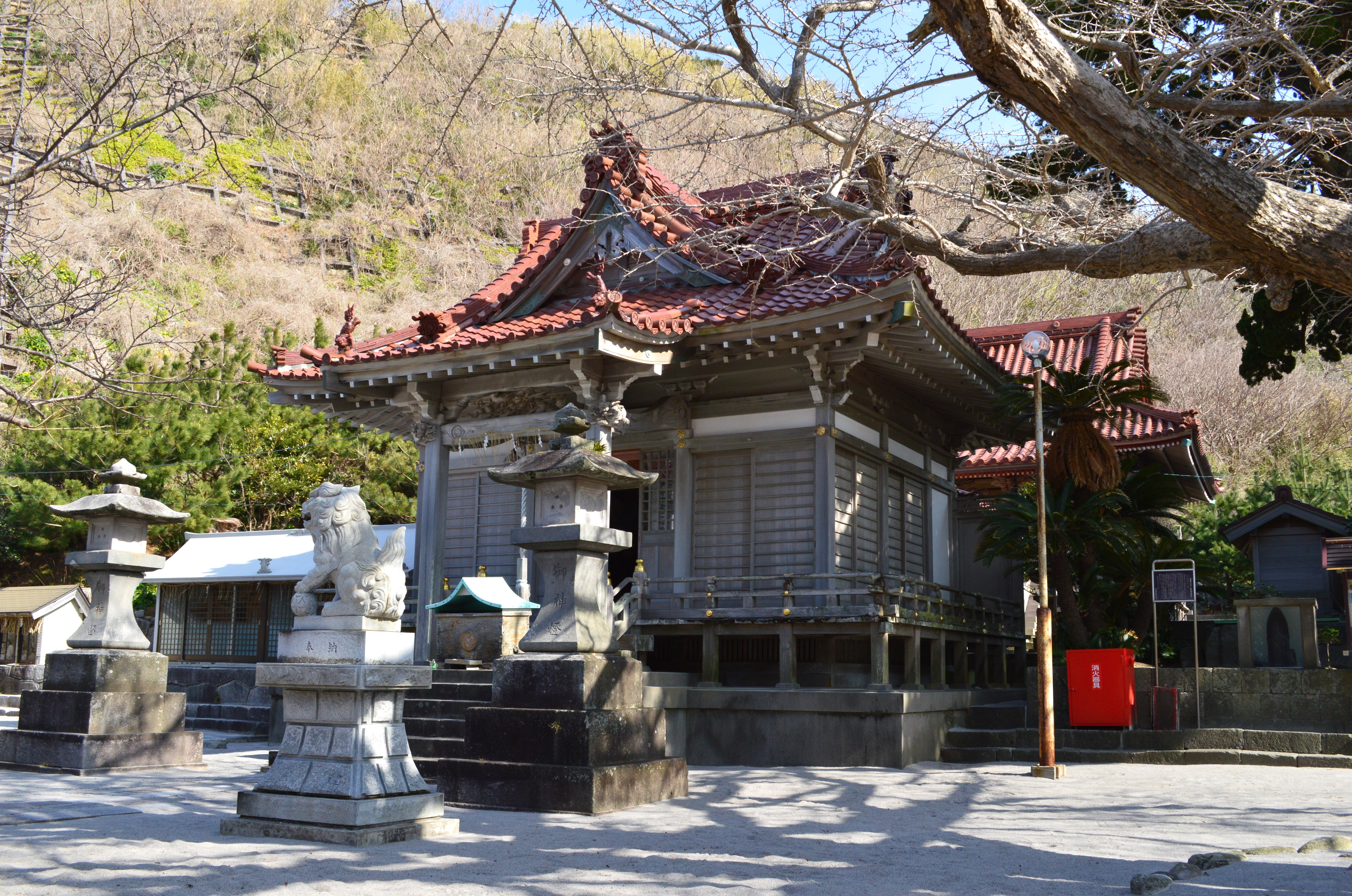
社殿（神津島村指定文化財）

境内は平成12年（2000年）7月1日に地震・台風の被害を受けた。社務所は平成16年（2004年）7月、本殿は平成18年（2006年）4月の再建である。
本殿は覆堂の形式で、神体を祀る中宮を内蔵している。この中宮は旧本殿で、文化7年（1810年）の造営、高さ5メートル余りの入母屋造で、様式・彫刻等各所に優れた技法が見られる。覆殿（本殿）・拝殿も古く貴重なものであり、これらは併せて神津島村指定有形文化財に指定されている。
また、境内には神仏習合の名残りで、薬師如来を安置する薬王殿がある。

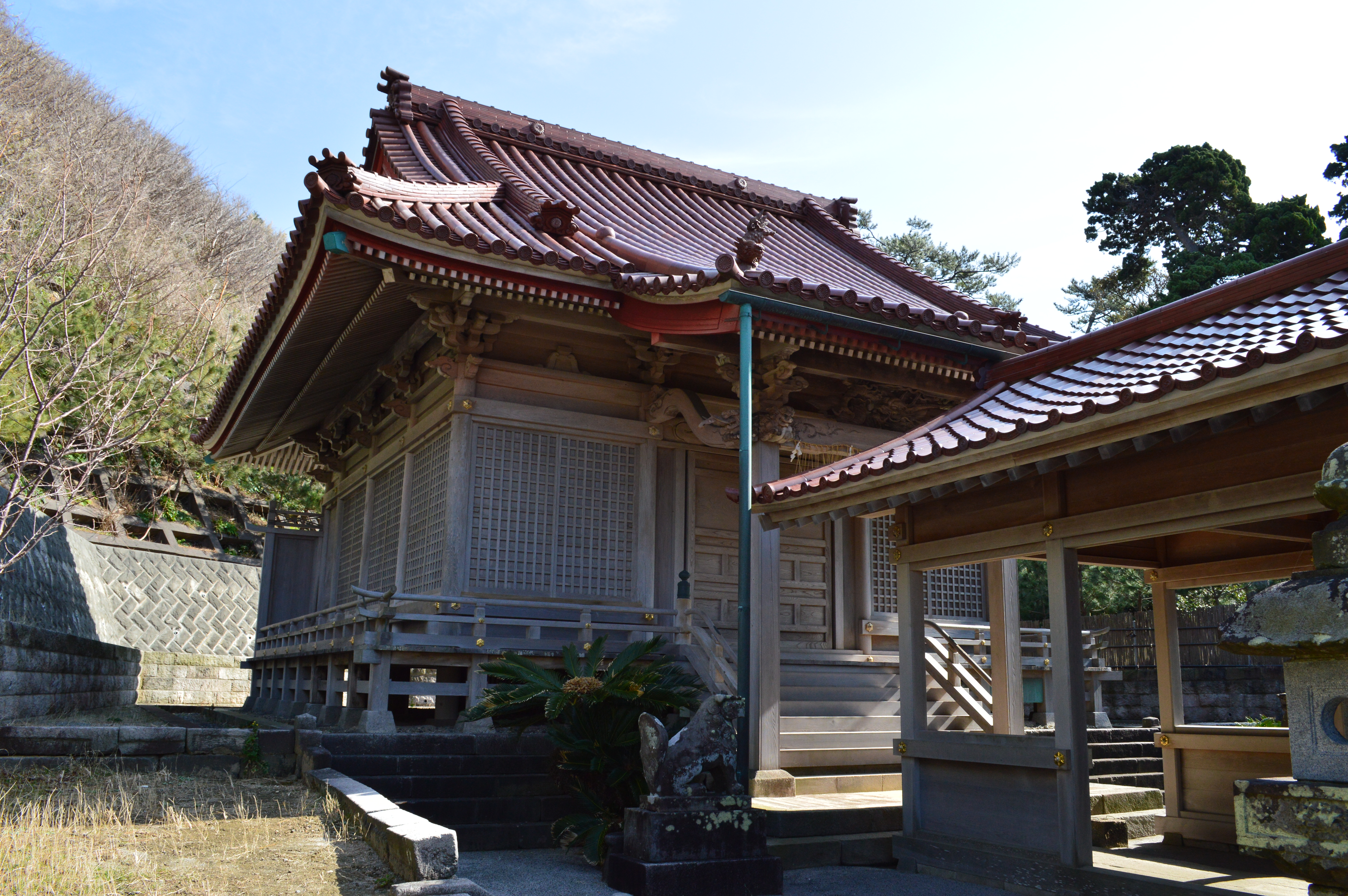
本殿
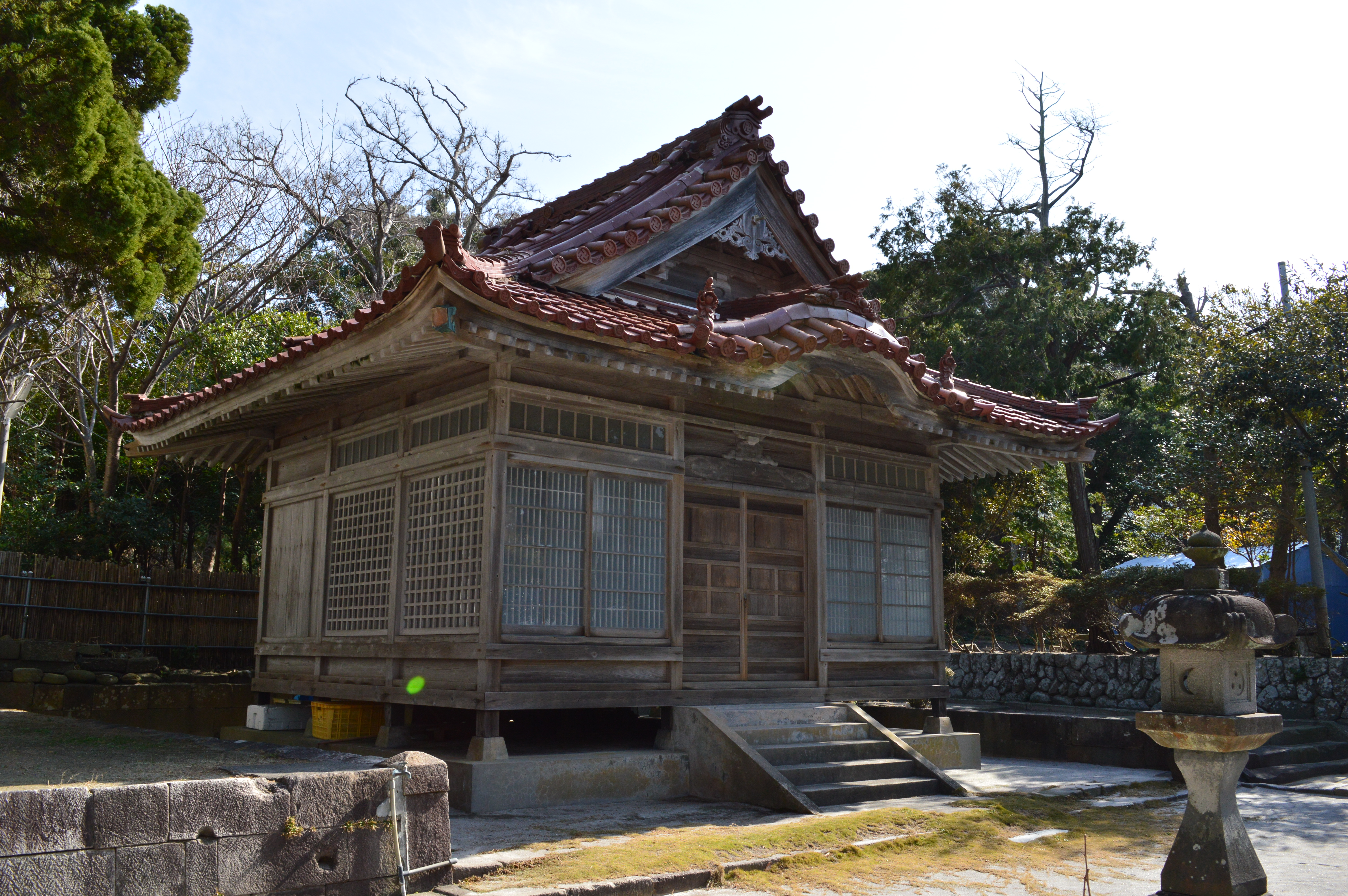
薬王殿
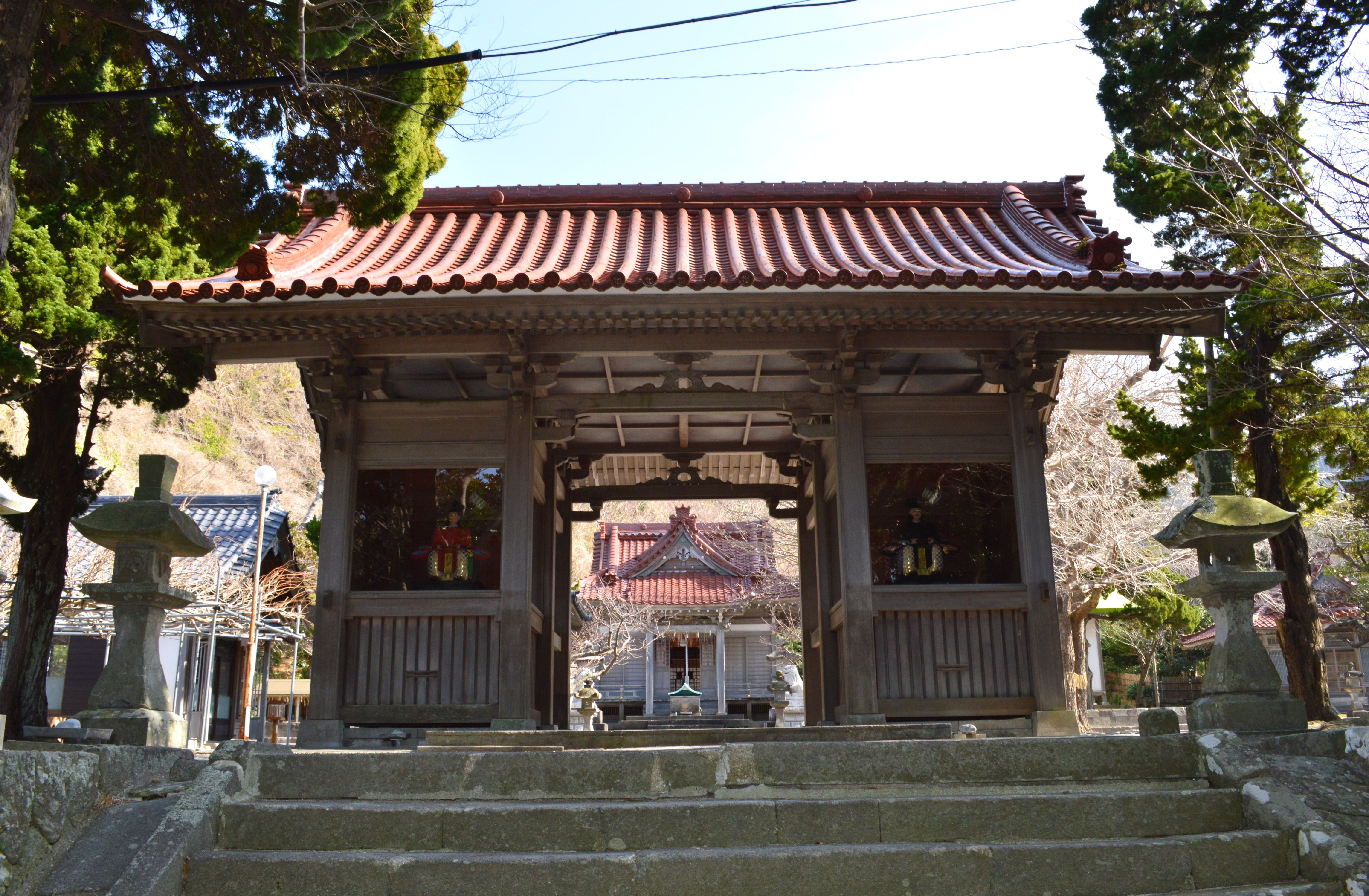
随身門
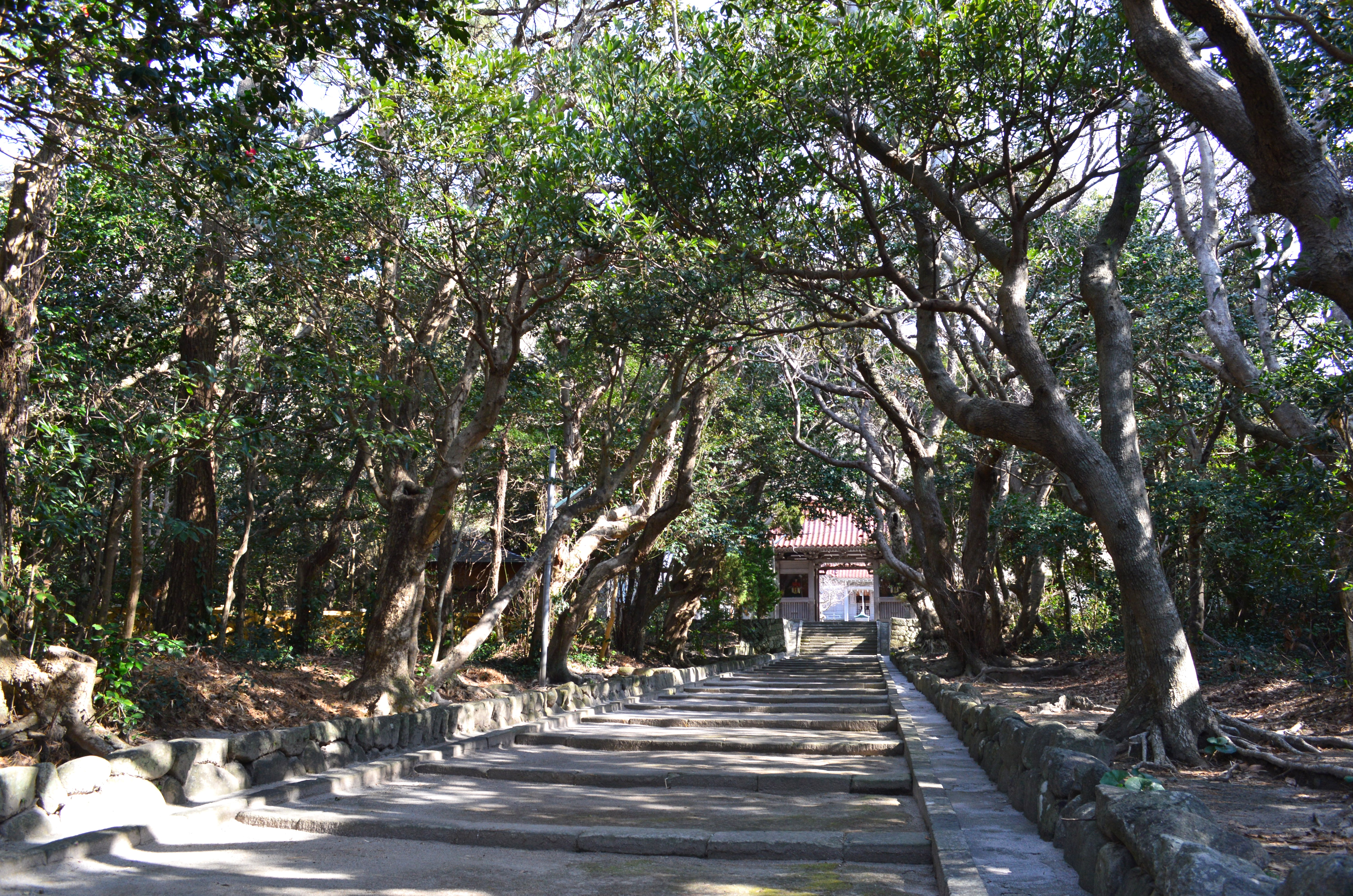
参道
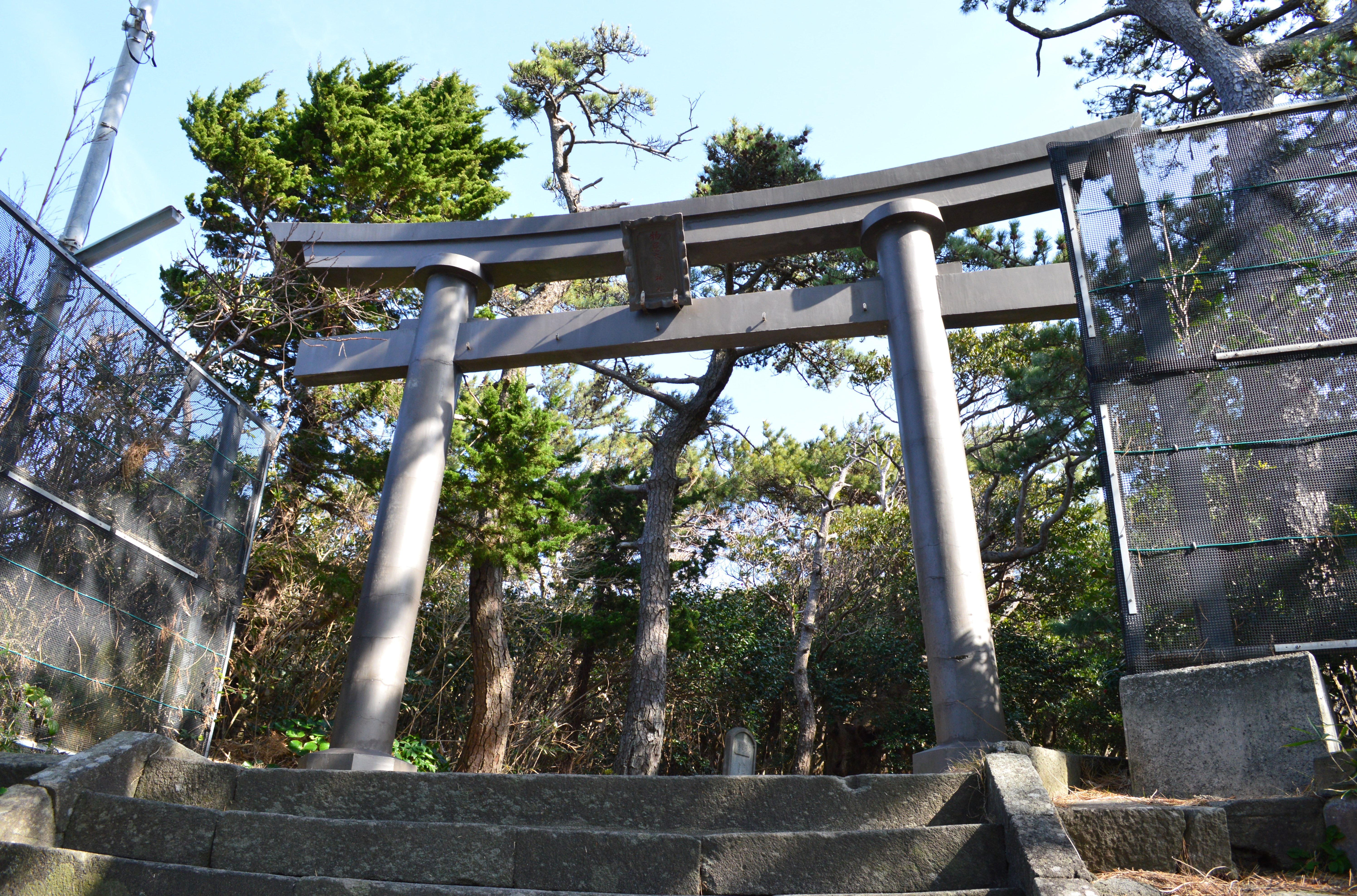
二の鳥居

## 摂末社
いずれも境内社。
- 三島神社
- 八幡神社
- 春日神社
- 新宮
- 天満宮
- 津島神社
- 阿波島神社
- 唯根島神社

## 祭事

### 例祭
例祭は、8月1日・2日に行われる。古くは旧暦6月の酉日に行われたという。
8月2日の祭典後には、境内においてかつお釣り神事が行われる。神事では境内を漁場に見立て、青竹を組んで作った舟形に漁夫に扮した若者が乗り込み、出船、カツオ（鰹）釣り、帰港、入札に至るまでの一連の模様が模擬的に再現される（詳細は「神津島のかつお釣り行事」を参照）。
神津島では江戸時代から明治前半にかけてカツオの一本釣りが盛んであった。この神事は、島を支えたカツオ漁を背景に奉納される豊漁祈願の神事とされる。なお1月2日の漁業者による「乗り初め」の際には漁船上から観衆・ギャラリーをカツオの魚群に見立てて餅・蜜柑・菓子等を撒き、カツオの一本釣りの所作をする予祝儀礼が行われる。例祭の神事も、こういった行事が例祭に取り込まれたものと考えられている。この神事は、生活文化・漁業民俗上重要なものであるとして、国の重要無形民俗文化財に指定されている。

### 二十五日神事
二十五日神事は、旧暦1月24日から3日間行われる神事。島の多くの祭は新暦に移行したが、この神事は現在も旧暦に行われる。一般には「二十五日様」とも呼ばれる。
神事では、24日の日没後の闇夜に宮司他、神職が集まり、一同で境内各所で拝礼したのち、前浜港の龍神宮前・汀に祭場を築いて拝礼する。その後、一同は主要な道祖神を巡拝し、解散する。当日早朝から島民は物忌に入り、仕事は勿論、外出も控えることとされている。この神事は海からの神迎えの儀式であると考えられ、古くは似た行事が伊豆諸島の他島でも行われたという。

## 文化財

### 重要無形民俗文化財（国指定）
- 神津島の神事かつお釣り - 平成11年12月21日指定[13][11]。

### 神津島村指定文化財
- 有形文化財
  - 本殿拝殿（建造物） - 昭和45年1月10日指定[13]。

## 関係地

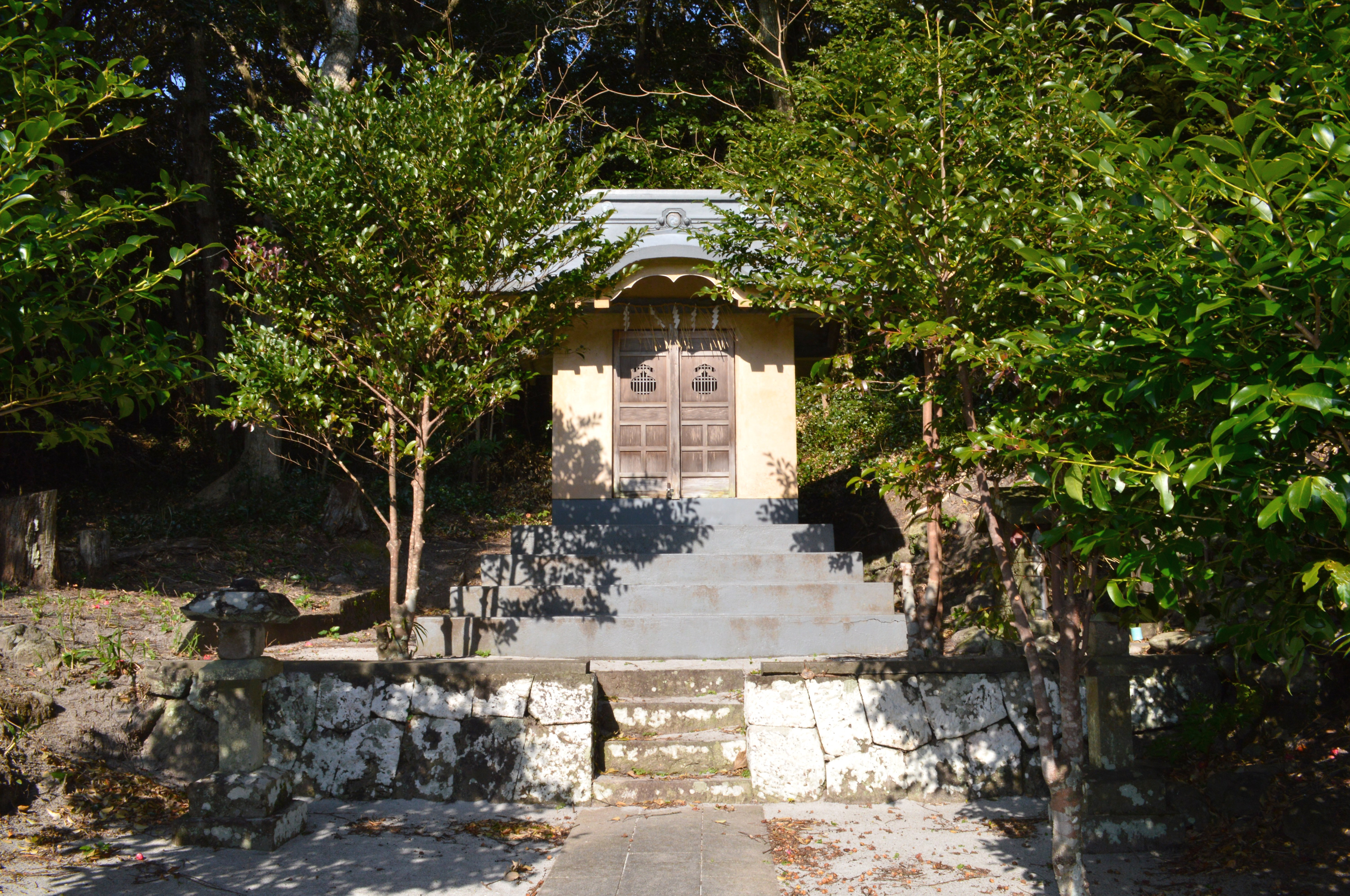
日向神社
- 鎮座地：東京都神津島村榎木が沢
- 例祭：11月15日

「ひゅうがじんじゃ」。旧無格社。島南東部の多幸湾に位置する。祭神は、『三宅記』に見える「長浜の御前」（阿波命神社）の次子「たふたい王子」に比定される。
天神社
- 鎮座地：三島市川原ヶ谷和田51

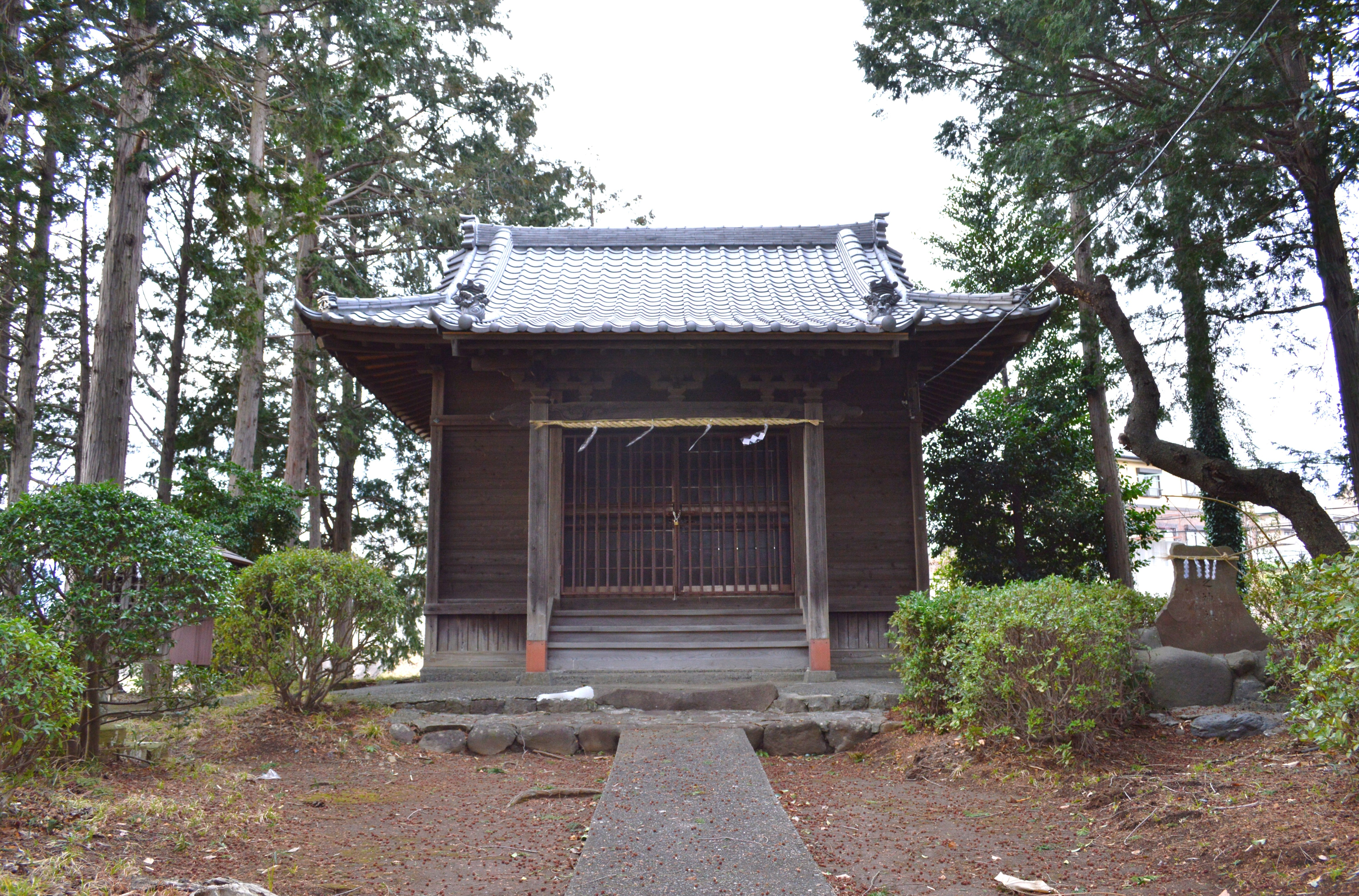
天神社（三島市）

- 祭神：少彦名命（配祀に誉田別尊、愛宕神、宇賀魂神、大山祇神）
- 社格：神階帳「正一位 天満天神」

「てんじんじゃ」。三嶋大社元摂社。物忌奈命神社の遥拝所とする説がある。

## 現地情報
所在地
- 東京都神津島村41

周辺
- 神津島村郷土資料館
- 阿波命神社 - 長浜に鎮座。
- 日向神社 - 多幸湾に鎮座。